# Jason Mewes
Jason Edward Mewes (Highlands, 12 giugno 1974) è un attore statunitense.

## Biografia
Amico d'infanzia del regista/attore Kevin Smith, ha partecipato a quasi tutti i suoi film ambientati nel View Askewniverse (ad eccezione di Jersey Girl) con il personaggio di Jay il cui vero nome è Jason Derris, fratello minore di Rick Derris, interpretato da Ernest O'Donnell. Il personaggio del logorroico, volgare e strafatto Jay compare per la prima volta nel 1994 in Clerks - Commessi e nei successivi film del suo amico d'infanzia. I due condividono la passione per i fumetti, e ne collezionano gli action figure. Ha lavorato nel negozio Jay and Silent Bob's Secret Stash che lo stesso Smith ha aperto nella natia Red Bank. 

### Vita privata
Si è diplomato presso l'Henry Hudson Regional ad Highlands, New Jersey, nel 1992. Prima di recitare ha lavorato nell'edilizia e anche al Quick Stop e allo RST Video a Leonardo, in New Jersey. Ha avuto problemi di droga: nel marzo del 1999 è stato arrestato a Keansburg, nel New Jersey, per possesso di eroina. Per aver infranto la libertà vigilata venne emesso un mandato d'arresto nei suoi confronti nel 2001. Nell'aprile del 2003 si arrese e si dichiarò colpevole. Gli venne ordinato di entrare in riabilitazione e che, se avesse di nuovo violato la libertà vigilata, avrebbe rischiato fino a cinque anni di carcere. 
È sposato con Jordan Monsanto dal 30 gennaio 2009. Va sui rollerblade e gioca ad hockey. È un grande fan di Buffy l'ammazzavampiri, Angel e Smallville.

## Filmografia

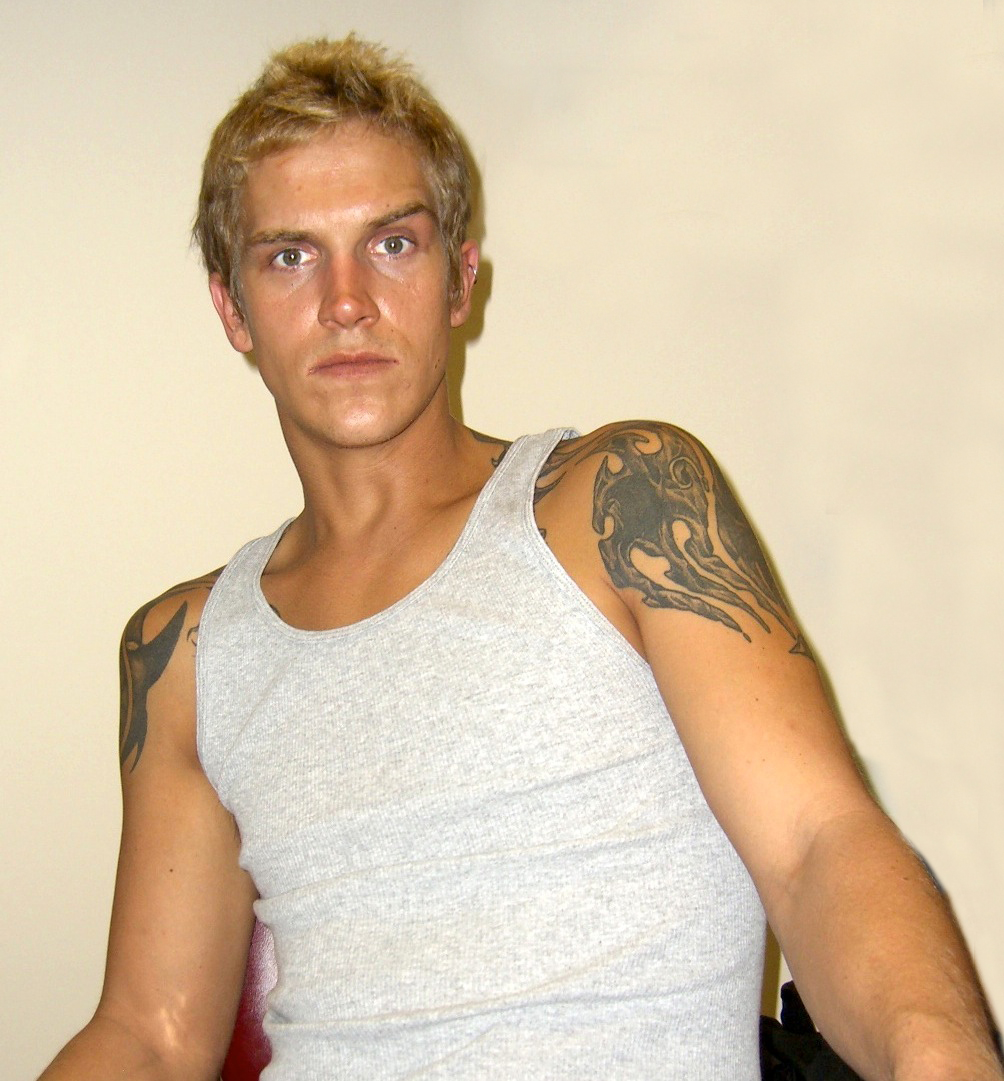
Mewes nel 2008

### Attore
- Clerks - Commessi (Clerks), regia di Kevin Smith (1994)
- Generazione X (Mallrats), regia di Kevin Smith (1995)
- In cerca di Amy (Chasing Amy), regia di Kevin Smith (1997)
- Dogma, regia di Kevin Smith (1999)
- Scream 3, regia di Wes Craven (2000)
- Jay & Silent Bob... Fermate Hollywood! (Jay & Silent Bob Strike Back), regia di Kevin Smith (2001)
- Clerks II, regia di Kevin Smith (2006)
- A letto col vampiro (Bitten), regia di Harvey Glazer (2008)
- Zack & Miri - Amore a... primo sesso (Zack and Miri Make a Porno), regia di Kevin Smith (2008)
- Fanboys, regia di Kyle Newman (2009)
- K-11, regia di Jules Stewart (2012)
- Yoga Hosers - Guerriere per sbaglio (Yoga Hosers), regia di Kevin Smith (2016)
- The Night Crew, regia di Christian Sesma (2015)
- Madness in the Method, regia di Jason Mewes (2019)
- Jay e Silent Bob - Ritorno a Hollywood (Jay and Silent Bob Reboot), regia di Kevin Smith (2019)
- Clerks III, regia di Kevin Smith (2022)

### Regista
- Madness in the Method (2019)

### Altre attività
- Compare in un episodio di Degrassi: The Next Generation nel ruolo di se stesso
- Ha prestato la voce ad un personaggio nel videogioco Scarface: The World Is Yours.

## Doppiatori italiani
Nelle versioni in italiano delle opere in cui ha recitato, Jason Mewes è stato doppiato da:
- Fabrizio Vidale in Jay & Silent Bob... Fermate Hollywood!, Jay e Silent Bob - Ritorno a Hollywood
- Marco Vivio in Clerks II, Clerks III
- Giorgio Borghetti in Clerks
- Alessandro Tiberi in Generazione X
- Francesco Meoni in In cerca di Amy
- Massimo De Ambrosis in Dogma
- Massimiliano Alto in Zack & Miri - Amore a... primo sesso